# Sony Xperia Z3
Sony Xperia Z3 (модельний номер — D6653, D6633, D6616, D6643, D6603, D6683 кодове ім'я — Leo)  — це смартфон на базі Android, який продавався та вироблявся Sony Mobile. Він є частиною серії Sony Xperia Z, був представлений під час прес-конференції на IFA 2014, 4 вересня 2014. Вперше він був випущений у Тайвані, 19 вересня 2014 року.

## Історія випуску
23 жовтня 2014 року Sony Mobile випустила моделі лише для Японії SOL26 і SO-01G для au by KDDI і NTT DoCoMo відповідно, а також Sony Xperia Z3v (D6708), варіант Xperia Z3 виключно для Verizon Wireless у Сполучених Штатах. 29 жовтня 2014 року модель D6616 була випущена ексклюзивно для T-Mobile US, а 21 листопада 2014 року Sony Mobile випустила модель 401SO виключно для SoftBank Mobile в Японії.
Xperia Z3 (модель D6616) був тихо знятий з виробництва T-Mobile у квітні 2015 року, але він повернувся на полиці магазинів менше ніж через місяць зі зниженням ціни. Verizon припинила випуск Xperia Z3v (D6708) у серпні 2015 року.

## Характеристики смартфону

### Апаратне забезпечення
Смартфон працює на базі чотириядерного процесора Qualcomm Snapdragon 801 (MSM8974-AB), що працює із тактовою частотою 2,5 ГГц (архітектура ARMv7), 3 ГБ оперативної пам’яті і використовує графічний процесор Adreno 330 для обробки графіки. 
Пристрій також має внутрішню пам’ять об’ємом 16 або 32 ГБ, із можливістю розширення карткою microSDXC до 128 ГБ. Апарат оснащений 5,2-дюймовим (132,08 мм відповідно) дисплеєм із розширенням 1080 x 1920 пікселів із щільністю пікселів 424 ppi, що виконаний за технологією IPS LCD. Він підтримує мультитач, а також такі функції дисплея, як Live Color LED, відтворюючи більш насичені кольори та більш рівномірне підсвічування. Ще для покращеного зображення і відео використовується технологіЇ Triluminos і X-Reality Engine  
В апарат вбудовано 20,7-мегапіксельну задню камеру з датчиком зображення Exmor RS IMX220S, який знімає відео 4K HDR. Розмір датчика камери 1/2,3 дюйма такий же, як зазвичай використовується у псевдодзеркальній цифровій камері. Є також світлодіодний спалах, стабілізація зображення, HDR, автофокус, розгорнута панорама, і покращено режими «SteadyShot» та «Intelligent Active». Фронтальна 2,2 мегапіксельна камера, записує відео з роздільною здатністю 1080p. 
Дані передаються через роз'єм microUSB 2.0, який також підтримує USB On-The-Go і порт HDMI (через MHL 3.0) для перегляду зображень і відео з пристрою на екрані телевізора. Щодо наявності бездротових модулів є Wi-Fi (802.11 a/b/g/n/ac 5 ГГц), Bluetooth 4.0, вбудована антена стандарту GPS з A-GPS, ГЛОНАСС Бейдоу, NFC, трансляція екрана через Miracast, DLNA. В Японії смартфон має підтримку в деяких моделях Mobile FeliCa, Osaifu-Keitai і 1seg. Весь апарат працює від Li-ion акумулятора ємністю 3100 мА·г, що може пропрацювати у режимі очікування 740 годин (30,8 дня), у режимі розмови — 16 години, і важить 152 грам.

### Програмне забезпечення
Xperia Z3 постачався з Android 4.4.4 «KitKat» зі спеціальним інтерфейсом і програмним забезпеченням Sony. Нові доповнення до програмного забезпечення Z3 включають додаток Lifelog, Sony Select і підтримку Remote Play на ігровій консолі PlayStation 4. Android 5.0 «Lollipop» був вперше випущений для Z3 у березні 2015 року на окремих територіях, а Android 6.0 «Marshmallow» у квітні 2016 року.
Developer preview версія Android 7.0 «Nougat» була випущена для Z3, але Sony заявила, що не може випустити остаточну версію через «непередбачені обмеження платформи»; Qualcomm заявила, що не надаватиме підтримку Nougat на будь-якому пристрої, що використовує чипсети Snapdragon 801 або 800. Графічний процесор Adreno 330 не підтримує графічні Vulkan або OpenGL ES 3.1, які повинні бути підтримуватися, щоб відповідати вимогам сертифікації Google для версії 7.0.

## Варіанти
| Модель                                 | Діапазони | Примітки |
| -------------------------------------- | --- | -------- |
| 401SO                                  | Діапазони LTE 1, 3, 8, діапазон TD-LTE 41 (SoftBank Mobile); UMTS HSPA+ 2100 (I діапазон), 850 (V діапазон), 900 (VIII діапазон); GSM/GPRS/EDGE 850, 900, 1800, 1900 МГц                                                                                                | [ 22 ]   |
| D6603                                  | Діапазони LTE 1, 2, 3, 4, 5, 7, 8, 13, 17, 20; UMTS HSPA+ 850 (V діапазон), 900 (VIII діапазон), 1700 (IV діапазон), 1900 (II діапазон), 2100 (I діапазон) МГц; GSM GPRS/EDGE 850, 900, 1800, 1900 МГц                                                                  | [ 23 ]   |
| D6616                                  | Діапазони LTE 2, 4, 12 (T-Mobile US); UMTS HSPA+ 850 (V діапазон), 900 (VIII діапазон), 1700 (IV діапазон), 1900 (II діапазон), 2100 (I діапазон) МГц; GSM GPRS/EDGE 850, 900, 1800, 1900 МГц                                                                           | [ 23 ]   |
| D6633 (Dual) D6643                     | Діапазони LTE 1, 2, 3, 4, 5, 7, 8, 17, 20; UMTS HSPA+ 850 (V діапазон), 900 (VIII діапазон), 1700 (IV діапазон), 1900 (II діапазон), 2100 (I діапазон) МГц; GSM GPRS/EDGE 850, 900, 1800, 1900 МГц                                                                      | [ 23 ]   |
| D6653                                  | Діапазони FD-LTE 1, 3, 5, 7, 8, 28, 40, 41, 42, 43, діапазон TD-LTE 40; UMTS HSPA+ 850 (V діапазон), 900 (VIII діапазон), 1900 (II діапазон), 2100 (I діапазон) МГц; GSM GPRS/EDGE 850, 900, 1800, 1900 МГц;                                                            | [ 23 ]   |
| D6683 (2015, Dual: Гонконг, Австралія) | FD-LTE (діапазони 1, 3, 7), TD-LTE (діапазони 38, 39, 40, 41); UMTS HSPA+ 850 (V діапазон), 900 (VIII діапазон), 1900 (II діапазон), 2100 (I діапазон) МГц; GSM GPRS/EDGE 850, 900, 1800, 1900 МГц;                                                                     | [ 23 ]   |
| D6708 (Z3v)                            | Діапазони LTE 4, 13 (Verizon Wireless, діапазони LTE 2, 3, 7 недоступні на момент запуску); CDMA 1x EVDO 850 (BC0), 1900 (BC1) МГц; UMTS HSPA+ 850 (V діапазон), 900 (VIII діапазон), 1900 (II діапазон), 2100 (I діапазон) МГц; GSM GPRS/EDGE 850, 900, 1800, 1900 МГц | [ 23 ]   |
| L55t                                   | Діапазони TD-LTE 38, 39, 40, 41 (China Mobile), Діапазони FDD-LTE 1, 3 і 7 (тільки в роумінгу); Діапазони UMTS HSPA+ 1, 2, 5, 8; діапазони TD-SCDMA 34, 39; GSM GPRS/EDGE 850, 900, 1800, 1900 МГц                                                                      | [ 23 ]   |
| L55u                                   | Діапазон TD-LTE 41 (China Unicom), діапазон 40 (тільки в роумінгу), Діапазон FDD-LTE 3 (China Unicom), діапазон 1 (тільки в роумінгу); Діапазони UMTS HSPA+ 1, 2, 5, 8; GSM GPRS/EDGE 850, 900, 1800, 1900 МГц                                                          |          |
| SOL26                                  | Діапазони LTE 3, 17, 18, 26, діапазон TD-LTE 41 (au by KDDI); CDMA JP 800 (BC0), 2100 (BC6); Діапазони UMTS HSPA+ 1, 2, 5; GSM/GPRS/EDGE 850, 900, 1800, 1900 МГц | [ 25 ]   |
| SO-01G                                 | Діапазони LTE 1, 3, 19, 21 (NTT DoCoMo); Діапазони UMTS HSPA+ 1, 6, 19; GSM/GPRS/EDGE 850, 900, 1800, 1900 МГц | [ 26 ]   |

## Критика
Xperia Z3 загалом отримав позитивні відгуки, а критики високо оцінили його час автономної роботи та покращений дисплей. Хоча багато критиків стверджували, що Z3 – це лише незначна модернізація від Z2 без особливих відмінностей. Pocket Lint розкритикував пристрій за перебільшений у висоту дизайн і «несподіваний надлишок програмного забезпечення», але похвалив термін служби акумулятора. The Verge оцінив дизайн пристрою за привабливий, але міцний, виготовлений з кращих матеріалів, ніж Galaxy S5, а також за водонепроникність. The Guardian назвав пристрій найкращим смартфоном, який коли-небудь створювала Sony, з покращеним дизайном і загальним відчуттям порівняно з його попередником. Однак він розкритикував Z3 за відсутність бездротової зарядки, для чогось водонепроникного з «неприємними дверцятами», що закривають порт зарядки, що розчаровує, але він має магнітний порт для зарядки від док-станції.